# Borghetto di Vara
Borghetto di Vara (en lígur: O Borghetto de Væa, localment: U Burghetu) és un comune (municipi) de la província de La Spezia, a la regió italiana de la Ligúria, situat uns 70 km al sud-est de Gènova i uns 15 km al nord-oest de La Spezia.
Borghetto di Vara limita amb els següents municipis: Beverino, Brugnato, Carrodano, Levanto, Pignone, Rocchetta di Vara i Sesta Godano.

## Evolució demogràfica
| Gràfica d'evolució demogràfica de Borghetto di Vara entre 1861 i                   |
|                                                                                    |
| Font : Istituto Nazionale di Statistica (ISTAT) - Elaboració gràfica de Viquipèdia |

## Ciutats agermanades
Borghetto di Vara està agermanat amb:
- Schneckenlohe, Alemanya (1993)